# Pachaug State Forest
Pachaug State Forest ist der größte State Forest im US-Bundesstaat Connecticut auf dem Gebiet der Gemeinden Voluntown, Griswold, Plainfield, Sterling, North Stonington und Preston. Der Forst umfasst 28.804 acres (11.656,6 ha) Land und erstreckt sich von der Grenze zu Rhode Island über einen großen Teil des New London County. Der Forst wurde 1928 gegründet, aber der größte Teil des Landes wurde während der Great Depression erworben.

## Geographie
Der Forst erhielt seinen Namen vom Pachaug River, der durch das Gebiet verläuft. Insgesamt gehört der Forst zur Ökoregion der Northeastern Coastal Forests. Im Nordosten, nach der Grenze zu Rhode Island schließt sich das Nicholas Farm Management Area auf dem Gebiet von Coventry an und weiter südlich Beach Pond State Park und Arcadia Ponds (Exeter). Am Westende des Gebiets schließt sich unmittelbar der Hopeville Pond State Park an.

### Great Meadow
Der Pachaug-Great Meadow Swamp wurde im Mai 1973 zum National Natural Landmarkerklärt. Er ist ein bedeutendes Beispiel für ein Sumpfgebiet mit Bewuchs durch Weiße Scheinzypressen.
Dieser Forsttyp ist bedroht durch natürliche Sukzession, wo sich Hemlocktannen breit machen.

## Freizeitaktivitäten
Es gibt vier beliebte Wanderwege:
- Pachaug Trail, der sich über 30 mi (48 km) von Ost nach West erstreckt. Er beginnt am Nordende des Pachaug Pond und führt bis zum Green Fall Pond.
- Nehantic Trail verläuft über 15 mi (24 km) vom Green Fall Pond in der Nähe des Wanderwegeinstiegs des Pachaug Trail und verläuft nordwestlich in der Nähe des Pachaug River.
- Quinebaug Trail verläuft von Süden nach Norden über eine Entfernung von 7 mi (13 km) von der Kreuzung der Breakneck Hill Road mit dem Nehantic Trailbis an die Spaulding Road.
- Narragansett Trail erstreckt sich von Südwesten nach Nordosten. Er beginnt am Lantern Hill in North Stonington. Der Narragansett Trail verlässt das Staatsgebiet an der Grenze von Rhode Island und führt ins Yawgoog Scout Reservation in Rhode Island und endet später am Ashville Pond in Canonchet in Hopkinton, Rhode Island.

Der Rhododendron Sanctuary Trail am Herman Haupt Chapman Management Area (⊙) ist ein beliebtes Ziel im Mai–Juli, wenn der Rhododendron in voller Blüte steht. Der Weg ist rollstuhlgerecht ausgebaut.
Darüber hinaus gibt es noch eine Vielzahl von weiteren Waldwegen und Sträßchen, die häufig benutzt werden. Vor allem Mountainbikefahren, Reiten und Motocrossfahren sind beliebte Freizeitaktivitäten.

### Motocross
Der 58-mile (93,3 km) lange Enduro-Trail im Forst ist markiert mit weißen Schildern mit einem roten Pfeil. Die Route folgt unterschiedlichen Waldwegen und öffentlichen Straßen.